# ماهامان عثمان
ماهامان عثمان هو سياسي نيجري، ولد في 20 يناير 1950 في زندر في النيجر. نشط حزبياً في المؤتمر الديمقراطي والاجتماعي. وقد انتخب عضو الجمعية الوطنية في النيجر ‏ وانتخب رئيس النيجر (16 أبريل 1993 – 27 يناير 1996) وانتخب رئيسا.

## وصلات خارجية
- ماهامان عثمان على موقع الموسوعة البريطانية (الإنجليزية)
- ماهامان عثمان على موقع مونزينجر (الألمانية)